# Maurice Norman

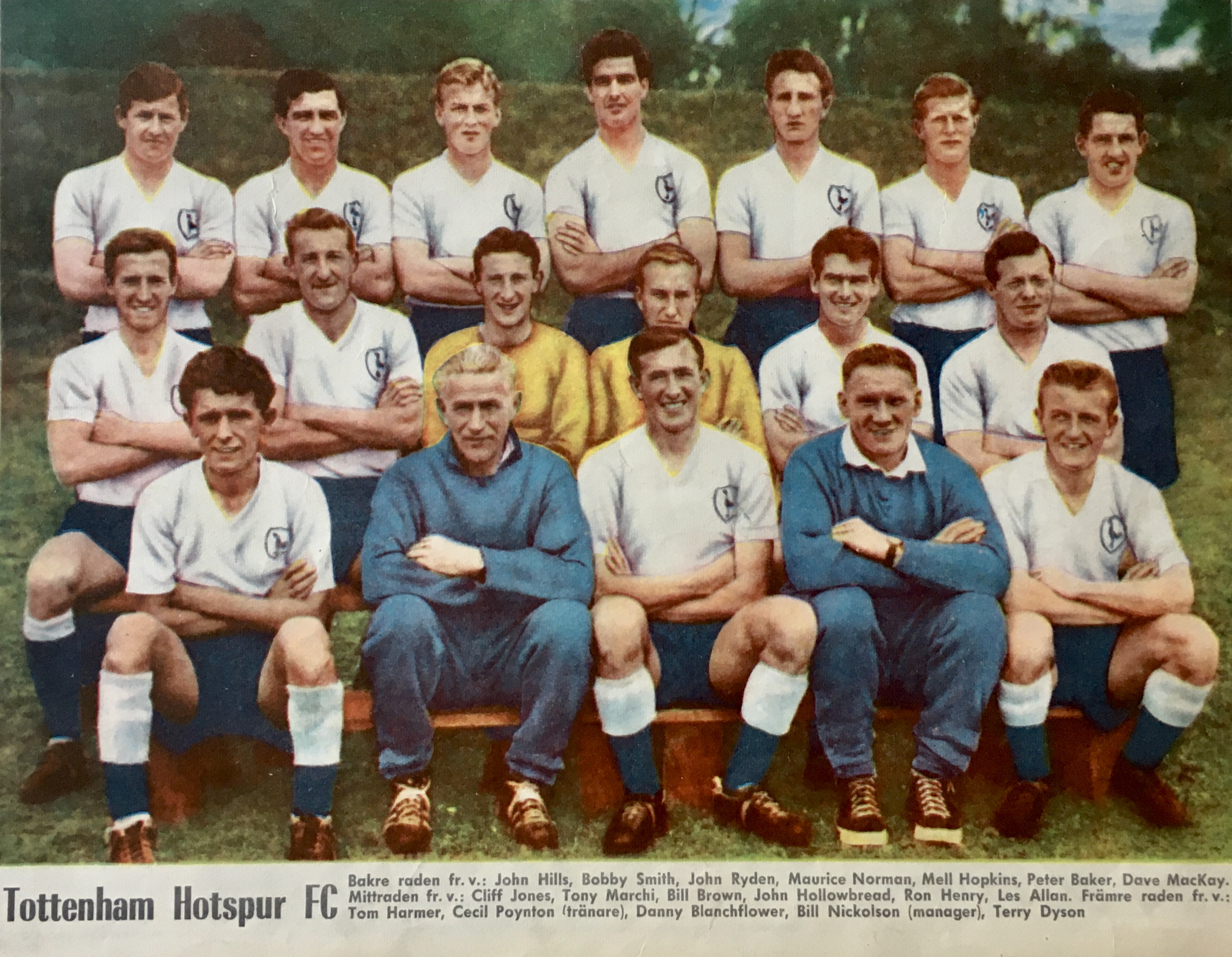
Maurice Norman (cuarto de pie) con el Tottenham de 1960.

Maurice Norman (Mulbarton, Inglaterra; 8 de mayo de 1934-27 de noviembre de 2022) fue un futbolista británico que jugaba en la posición de defensa.

## Carrera

### Club
| Periodo   | Club                 |
| --------- | -------------------- |
| 1952–1955 | Norwich City FC      |
| 1955–1966 | Tottenham Hotspur FC |

### Selección nacional
Jugó para Inglaterra de 1962 a 1964 en 23 apariciones sin anotar goles aunque estuvo en la lista de jugadores que participaron en el mundial de Suecia 1958 pero no jugó, y también estuvo en el mundial de Chile 1962 donde fue titular en los cuatro partidos de Inglaterra.

## Logros

### Club
- Campeonato Inglés: 1

Tottenham: 1960-1961
- FA Cup: 2

Tottenham: 1960-1961, 1961-1962
- FA Community Shield: 2

Tottenham: 1961, 1962
- Recopa de Europa: 1

Tottenham: 1962-1963

### Individual
- Miembro del Salón de la Fama de Norwich City en 2002.[6]